# Nam Georgia và Quần đảo Nam Sandwich
Nam Georgia và Quần đảo Nam Sandwich là một lãnh thổ hải ngoại của Anh ở Nam Đại Tây Dương. Nó là một tập hợp các đảo xa xôi và khắc nghiệt, bao gồm Nam Georgia – có diện tích khoảng 3718 km² và là hòn đảo lớn nhất trong lãnh thổ – và một nhóm các đảo nhỏ hơn được biết đến với tên Quần đảo Nam Sandwich.
Không có cư dân định cư trên bất kỳ đảo nào, và những người hiện đang sống ở đó là Viên chức Chính phủ Anh, Phó giám đốc Bưu điện, các nhà khoa học, và những viên chức hỗ trợ từ Cơ quan Đo đạc Nam cực Anh đặt cơ sở nghiên cứu khoa học tại đảo Bird và tại thủ đô, King Edward Point, cũng như nhóm bảo tàng tại gần Grytviken.
Tuyên bố chủ quyền của Anh về Nam Georgia có từ năm 1775, và Quần đảo Nam Sandwich là từ năm 1908. Lãnh thổ "Quần đảo Nam Georgia và Nam Sandwich" được thành lập năm 1985; trước đó nó nằm trong sự quản lý của Thuộc địa Quần đảo Falkland. Argentina tuyên bố chủ quyền ở Nam Georgia vào năm 1927, và ở Quần đảo Nam Sandwich vào 1938. Argentina hiện vẫn duy trì một trạm hải quân, Corbeta Uruguay, tại Cảng Faraday ở Đảo Thule ở Quần đảo Nam Sandwich từ năm 1976 cho đến 1982 khi nó bị Hải quân Hoàng gia đóng cửa. Sự tuyên bố của Argentina đối với Nam Georgia đã góp phần vào Chiến tranh Falkland vào năm 1982, trong thời gian đó lực lượng Argentina đã có thời gian ngắn chiếm đóng đảo, và vẫn chưa giải quyết được cho đến tận ngày nay.